# Jordi (administrador)
Jordi (en llatí Georgius, en grec antic Γεώργιος) va ser un oficial romà d'Orient que Teòfanes Isàuric esmenta com κουράτωρ τῶν Μαρίνης, ('administrador de les terres i rendes de Marina') de Justinià I.
Va ser acusat per l'antic prefecte Eugeni de voler portar al tron a Teodor, el fill de Pere Patrici el Mestre; aquesta acusació la va confirmar el prefecte Eteri d'Antioquia i Geronci de Constantinoble, però quan va anar a judici no se'n van trobar proves; llavors es va castigar a l'acusador Eugeni. Teòfanes diu que el càstig no va ser gaire greu.